# Arai Hakuseki
En aquest nom japonès, el cognom és Arai.
Arai Hakuseki (japonès: 新井 白石) també és conegut amb els noms de Yoshimi o Kimiyoshi (君美). Neix el 1657 a Edo (Tòquio) i mor el 1725. En deu anys, la seva cal·ligrafia i estil ja era comparable a al d'un adult. Va fer estudis d'història i filosofia xinesa. Als 25 anys entra al servei d'Hotta Masatochi (1631-1684), primer conseller del shōgun a on hi va estar 10 anys. En aquest període, seguí estudis amb Kinoshita Jun-an (1621-1698), famós filòsof i sinòleg. Després dels serveis a Hotta, va crear una escola al barri de Yedo, a Asakura, però només la va mantenir durant dos anys. Amb l'ajuda de Juan-an, va entrar a treballar com a preceptor de Tsunatoyo (1662-1712), dels Tokugawa de Kofu. Quan Tsunatoyo puja al poder com a shōgun amb el nom de Tokugawa Ienobu (1709-1712), Arai es fa el seu conseller en política interior. Quan Tokugawa Ietsugu mor, Arai deixa la vida política i es dedica als seus estudis. Formarà part del grup de sinòlegs japonesos que escrivien en xinès anomenat Kangakusha, seguidors del racionalisme de mestre Chu Hsi, encara que ell va ser dels pocs que encara ho feia en japonès. Aquesta branca de sinòlegs va ser adoptada com a oficial en el període Tokugawa. Dins de la història del Japó, encara és d'anomenada per la reforma monetària en què va intervenir quan formava part del govern. Les seves obres són de diferents camps i en sumen unes 300 en total. Algunes de les seves obres són Ori-takushiba no ki, Seiyo Kibun, Tokushi Yoron i Hankampu (Història dels Daimyo del Japó). Aquesta última obra té tretze volums i vint fascicles que va completar en quatre mesos, l'any 1701. Va ser encarregada pel príncep Köshu Tsumatoyo, i ens descriu la història de totes les famílies de cada daimyo que hi ha a cada província japonesa entre el 1600 i 1680. Com l'obra es va confegir molt ràpidament, té errors que es van corregir el 1789 per ordre del govern del shōgun. El treball complementari es va acabar el 1806 amb el nom de Hankampu Zokuhen (Suplement de la història dels daimyo del Japó).